# عبد الحميد حمادوش
الإمام الشهيد عبد الحميد بن الطيب بن الصديق حمادوش  عالم مسلم جزائري، وأحد أهم المجاهدين فيها ..، أيقونة الشهادة في ولاية سطيف ورمزها القومي.
.

## لمحة سريعة
عالم رباني، وأحد قامات الصلاح والإصلاح، هو من فضلاء الجزائر وخيرة رجالات الدين فيها، ومن أبرز وجوه الزوايا وبيوتات العلم والقرآن، درس في جامعة الزيتونة، حتى برع في شتى الفنون، وأجيز فيها، وبعد رجوعه إلى الديار، شغل كرسي التدريس، بـ زاوية آبائه وأجداده العامرة العتيدة، بـ قجال الأشرف..، تخرج على يديه الكثير من الطلبة، والعلماء والخطباء والدعاة والمبلغين...
وهو شخصية ثورية بارزة، وأحد قياديي ثورة التحرير الجزائرية المجيدة المظفرة؛ كان من أهم عناصر جيش التحرير الوطني، في منطقة سطيف وما جاورها، بل وفي عامة مناطق الشرق الجزائري.
تقلّد الإمام الشهيد عبد الحميد حمادوش منصب القضاء والإفتاء في المجلس الثوري على منطقة سطيف، وكان من زعماء جبهة التحرير الوطني، ومن القيادات الميدانية والفاعلة في جيش التحرير.
كان له دور مهم وبارز في مواجهة الاستعمار الفرنسي البغيض، كان قائدا سياسيا يحسن التخطيط، والتنظيم، وإمتلك رؤية واضحة لأهدافه، ولأبعاد قضيته، وكان يتحلى بإنسانية إلى جانب تمرسه في السياسة، و التعبئة الإيديولوجية، وإستنهاض العواطف الوطنية والدينية....
عُرف بخطابته المؤثرة، وحنكته السياسية، وقدرته الكبيرة على التعبئة ...؛ فكان له تأثير بالغ في محيطه...؛ وبفضل سعيه وجهوده، استطاع أن يستقطب صفوفًا واسعة من شباب المنطقة، وضواحيها ..؛خصوصًا طلبة الزاوية، الذين التحقوا بالثورة التحريرية المجيدة، بفضل تأثيره، حاملين معهم روح العقيدة والالتزام..

## مولده
ولد الإمام الشهيد عبد الحميد حمادوش ( رحمه الله تعالى )، سنة 1919 ميلادية ، بمنطقة قجال، وكان أصغر إخوته أبناء الولي الصالح والعبد الناصح الشيخ الطيب البركة ( طيب الله ثراه ).

## نسبه
ينتمي إلى الذرية الشريفة، من نسل العترة النبوية الطاهرة ، ويمتد نسبه إلى عبد الله المحض الكامل، بن الحسن المثنى، بن الإمام الحسن السبط المجتبى، بن أمير المؤمنين الإمام علي بن أبي طالب، وسيدة نساء العالمين السيدة البتول فاطمة الزهراء بنت رسول الله صلى الله عليه وسلم .
وهو حسني، وحسيني، فجده عبد الله المحض الكامل، والده هو السيد الحسن المثنى، بن كريم أهل البيت الإمام أبي محمد الحسن السبط، ووالدته هي السيدة فاطمة النبوية بنت سيد الشهداء الإمام أبي عبد الله الحسين السبط .
وكما عبر جده إدريس بن عبد الله المحض : ▪︎_ رسول الله صلى الله عليه وسلم، وعلي بن أبي طالب جداه، وحمزة سيد الشهداء، وجعفر الطيار في الجنة عماه، وخديجة الصديقة، وفاطمة بنت أسد الشفيقة جدتاه، وفاطمة بنت رسول الله صلى الله عليه وسلم، سيدة نساء العالمين، وفاطمة بنت الحسين سيدة ذراري النبيين أماه، والحسن والحسين، سبطا رسول الله صلى الله عليه وسلم ، أبواه _ •

### شجرة نسبه:
هو الإمام الشهيد الشيخ عبد الحميد، بن الطيب، بن الصديق، بن الطاهر، بن محمد الكبير، بن سيدي العربي، بن إدريس، بن أحمد، بن الصالح، بن أحمد الملقب باحمادوش، بن إدريس، بن محمد، بن إدريس، بن أبو عبد الله محمد، بن صالح، بن أحمد، بن ثابت، بن الحاج حسن، بن أبو عبد الله محمد، بن أبي علاء إدريس، بن أبي عبد الله محمد، بن سيدي مسعود، بن عبد الحميد، بن عمر، بن محمد، بن إدريس، بن داوود، بن إدريس الأزهر، بن إدريس الأكبر، بن عبد الله المحض الكامل، بن السيد حسن المثني، بن الإمام الحسن السبط المجتبى، بن أمير المؤمنين الإمام علي بن أبي طالب، وسيدة نساء العالمين السيدة البتول فاطمة الزهراء، بنت رسول الله ( صلى الله عليه و آله وسلم ).

## دراسته وتحصيله
حفظ القرآن العظيم مبكرا، ثم انضم إلى حلقة الشيخ المختار بن الشيخ (رحمه الله تعالى ورضي عنه)، بـزاوية قجال ، فتابع دروسه في مقدمات الفقه، واللغة العربية، ثم سافر إلى تونس الخضراء، فأقام بها فترة من الزمن، يطلب خلالها العلم في جامعة الزيتونة العتيدة ، مر خلالها بمراحل التعليم المختلفة، وأخذ عن علماء وشيوخ أجلاء نذكر منهم : الشيخ محمد الفاضل بن عاشور - والشيخ المهدي الوزاني - والشيخ محمد بوشربية - والشيخ عمر الهمامي - والشيخ المختار بن محمود - والشيخ البشير النيفر - والشيخ الزغواني ، والشيخ العربي العنابي، وغيرهم .

## رفاق الدراسة
وكان من رفاق الشهيد في الدراسة بجامع الزيتونة بتونس : عبد الحميد مهري - ومحمد الصالح يحياوي – وعمر شايب - ومبارك شايب - ومحمد الصغير قارة ، وغيرهم. ...

## عودته إلى الديار
عاد الإمام الشهيد الشيخ عبد الحميد حمادوش (رحمه الله تعالى) ، من تونس الخضراء، فولج مرحلة جديدة من مسيرة حياته ؛ مسيرة العطاء والتضحية والنضال والجهاد ، مسيرة العطاء اللامحدود الذي استفتحه ببذل ما وسعه جهده في محاربة الجهل ، وبَثّ العلم والمعرفة، ونَشر تعاليم الدين الحنيف، وترويج ثقافة الإسلام الأصيل، والإرشاد والتوجيه، والإصلاح الاجتماعي واختتمه ببذل الروح في سبيل الله.

## نشاطه في الزاوية
بعد عودته إلى أرض الوطن في نهاية الأربعينيات من القرن الماضي، بعدة تلك الهجرة التي قضاها في طلب العلم والمعرفة، وطلب التزكية على أيادي كبار العلماء والعارفين ، استقر في زاوية أجداده وعكف فيها على الدعوة إلى الله ، وتبليغ تعاليم الدين، و الترويج لثقافة الإسلام الأصيل ..

### التعليم
استقر في مسقط رأسه ، والتحق بزاوية أجداده معلما ومربيا روحيا، حيانها استأنف التدريس بمجموعة من الطلبة ؛ كان قد اختارهم من بين نجباء طلاب الزاوية ..؛ طلاب اجتهدوا في التحصيل العلمي والمعرفي ، وطلب التزكية الأخلاقية، والروحية برزوا فيما بعد في مجالات عديدة، وعند إندلاع الثورة الجزائرية المجيدة كانوا من السباقين مع أستاذهم في الإلتحاق إليها ، وكانوا كمعلمهم وشيخهم سيدي عبد الحميد يزاوجون في مشروعهم الثوري والجهادي، بين الكفاح المسلح ، ومواجهة العدو فيما يسمى بالجبهة اللامادية عبر المقاومة العلمية والمعرفية، والممانعة الفكرية والثقافية، وذلك لحفظ هوية الشعب الجزائر ، وصون الثوابت ..، ولد كان لهم الفضل الكبير في بعث أول مدرسة جزائرية في عهد الحرية والاستقلال.

## تلاميذه
تخرَّج على يديه جملة من الطلبة، وبقي عطاؤه مستمرًّا إلى آخر عمره؛ وهو يؤدي واجب الجهاد فكان يعقد دروسًا في الفقه، والعقيدة وعلوم اللغة حتى في ميادين الكفاح المسلح...

### من أبرز تلاميذه:
تتلمذ على يديه شخصيات مميزة ، ساهمت في ثورة معرفية حتى بعد الإستقلال نذكر منهم :
- الشيخ الأستاذ عبد الرحمان مليزي المعروف بعلي مليزي
- والشيخ الأستاذ الشيخ إبراهيم زروق المعروف بالسي إسماعيل زروق
- الشيخ عمار مليري
- والشيخ الحاج زروق
- الشيخ عبد الوهاب حمادوش
- الشيخ القريشي مدني
- والشهيد الشيخ محمد رحال
- الشهيد الشيخ الزايدي كفي
- الشيخ الشريف زروق
- الشيخ المحفوظ صفيح
- االشيخ بقاق إبراهيم
- الشيخ محمد الصغير حمادوش
- الشيخ لحسن عبد العزيز
- الشيخ محمد بوكراع
- الشيخ الشهيد حمود مني

## توسعة الجامع والزاوية
كان ذلك بعد عوته إلى الديار ، كان حيانها يستغل على التدريس ، وفي نفس الوقت كون لجنة دينية لإعادة بناء المسجد الجامع التابع للزاوية العلمية، وتوسعة المرافق التابعة لها ، فكان في عونه رجال مخلصون من منطقة قجال وضواحيها ، من أمثال الحاج المهدي مدني، وبن الفلاحي ، والشهيد سي حمود مني، والشهيد سي علي بن الزايدي، و الشيخ علي حمداش، والشيخ الخير فاضلي، والشيخ هيشور بوزيد وغيرهم.

### المرافق التي تم تجديدها حينها
تم خلال هذه المرحلة تجديد قاعة الصلاة، وقسم حلقات الدرس، وأضيف أيضا مطهرة وحجرتان. و كان الأمل معقودا على بناء قاعة خاصة بالنساء لأداء الصلوات الخمس ومتابعة الدروس.

## صفاته الشخصية:

### ملامحه
كان ربعة في طوله، ممتلئ الجسم، رحب الصدر عريض المنكبين، طلق الوجه، مهيب النظرة، هشا عند اللقاء، سريع المشية، لباسه الجبة الجزائرية (الڤندورة) عادة- ما تكون رمادية، أو زرقاء ليلية، ويضع على رأسه عمامة بيضاء.

### صفاته الخلقية
أما عن صفاته الخلقية، فقد كان سمح سخي زكي، رضي مقدام همام، صابر صوام، مهذب قوام، وقور حليم تقي، يجالس الفقراء، ويؤاكل المساكين، ويساعد المستضعفين، ويكرم أهل الفضل في أخلاقهم، ويتألف أهل الشرف بالبر لهم، يصل ذوي رحمه من غير أن يؤثرهم على من هو أفضل منهم، ولا عجب فهو من نسل رسول الله (صلى الله عليه وآله وسلم).

## العالم الرسالي:
كان الإمام الشهيد عبد الحميد حمادوش (رحمه الله تعالى) رجل علم وتعليم، وتربية و تزكية وسلوك، تفانى في تحصيل العلم، حتى برع في أصوله وفروعه، معقوله ومنقوله، فتميز في علوم الفقه والأصول، واللغة العربية، وفنون الأدب، ما جعله علما من أعلام جيله، وفحلا من فحول البيان في زمانه، حيث برع وأبدع وتميز من على المنابر في شتى المناسبات، كانت خطبه في الأعياد تقرع الأسماع، فتغدو لها في القلوب وجلة، وفي الأنفس أثرا، وفي العقول نورا، وعلى الألسن ذكرا ذكيا طيبا..، أو خطبه وكلماته في التجمعات التي كان يعقدها ثوار جيش التحرير الوطني الجزائري، من حين إلى آخر في القرى والجبال، فكانت تلهب حس الجماهير، وتؤجج فيهم روح الثورة والجهاد، وذلك لتحقيق إحدى الحسنيين النصر والاستقلال، أو الشهادة في سبيل الله.

### دور العلم في منظوره
كان العلم عنده رسالة نور يشع بها العالم الرباني على الناس من حوله ، فيشْرق بضياء المعرفة عليهم ، فيكون سببا لهم في معرفة الله جل شأنه، وإدراك أبعاد وجودهم، وإرشادهم إلى تكاليفهم والواجبات التي عليهم، تجاه خالقهم ومحيطهم، والناس من حولهم، وإلزامهم بالإجتهاد في عملهم وإتقانه ، وذلك حتى يكونون أصحاب دور جهوري في هذه الحياة ، يكون أثرا لسعادتهم في الحياة الأخرى .

### دور التفكر في الحياة
كان يحث على النظر في آيات الله جل شأنه، من خلال التفكر في كتاب الله المسطور ألا وهو القرآن العظيم، والنظر في آياته سبحانه وتعالى في كتابه المنظور ، من خلال التأمل فِي الْآفَاقِ وَفِي الأَنفُس ، فيكون ذلك سببا للسمو بإنسانيتهم روحا ،وعقلا، ووجدانا، فكرا وتبصرا وجسدا ، في عملية تكاملية مستمرة لا تنفرد بالنفس والروح فتجعل من بن بن آدم راهبا مبتدعا، ولا تنفرد بالفكر فيغدو الإنسان فيلسوفا متكبرا متجبرا متعاليا، ولا تنفرد بالجسد فتخلد به إلى الأرض، 《وَلَوْ شِئْنَا لَرَفَعْنَاهُ بِهَا وَلَٰكِنَّهُ أَخْلَدَ إِلَى الْأَرْضِ وَاتَّبَعَ هَوَاهُ ۚ فَمَثَلُهُ كَمَثَلِ الْكَلْبِ إِن تَحْمِلْ عَلَيْهِ يَلْهَثْ أَوْ تَتْرُكْهُ يَلْهَث ۚ ذَّٰلِكَ مَثَلُ الْقَوْمِ الَّذِينَ كَذَّبُوا بِآيَاتِنَا ۚ فَاقْصُصِ الْقَصَصَ لَعَلَّهُمْ يَتَفَكَّرُونَ (176)》 |{ الأعراف }

### منزلة طلاب العلم
وكان طلبة العلم عنده قرة العين، ومهجة الفؤاد، يحرص على تربيتهم وتزكيتهم، من خلال تَصَرُّفاته معهم، فلا يرون منه ويبصرون، إلا ما يملأ العين، ويقع في النفس موقع التأسي والاقتداء، ولا يسمعون منه إلا ما يزيدهم يقينا بالعلم، ويحببهم فيه.

#### تشجيعه لطلبة العلم
كان يردد على أسماعهم الحديث الشريف 《 إن الملائكة لتبسط أجنحتها لطلبة العلم 》، ليسبح بهم في ملكوت الله جل شأنه، ويحببهم في معرفته..

#### توجبهه العملي للطلاب
وكان يمشي معهم إلى الأحراش والبساتين ويجول بهم بين الأشجار، وهو يردد ويتلو على مسامعهم، قول الله تبارك وتعالى : 《هُوَ الَّذِي جَعَلَ لَكُمُ الْأَرْضَ ذَلُولًا فَامْشُوا فِي مَنَاكِبِهَا وَكُلُوا مِن رِّزْقِهِ ۖ وَإِلَيْهِ النُّشُورُ (15)》|{ الملك }
أو يحمل المعول ، ويضرب الأرض، وهو يردد الحديث الشريف : 《اليد العليا خير من اليد السُّفلى》، في إشارة منه إلى قيمة اليد العاملة المنتجة والمنفقة .

## الإيثار في حياة الشيخ
في إحدى أعوام القحط والجفاف، والحاجة ، عجزت ميزانية العائلة عن إطعام طلبة العلم ، وعابري السبيل، والمحتاجين، فما كان من الإمام الشهيد (رحمه الله تعالى) إلا الإستئذان من أخيه الأكبر العالم الشيخ محمد الصديق بن الطيب حمادوش (رضي الله عنهما)، الإستئذان في بيع قطعة أرض ، من أجل سد حاجة الزاوية العلمية، من مستلزمات طلبة العلم، وإطعام الطعام، وإيواء عابر السبيل، وإعانة المحتاج، وإغاثة الملهوف....، وبعد اتفاق من الإخوة أبناء الولي الصالح الشيخ الطيب البركة (بوطيبة) (طيب الله ثراه)، تم بيع قطعة أرض .....، فواصل بذلك الطلبة تعليمهم دون انقطاع، وواصلت الزاوية العلمية تأدية دورها نحو المجتمع، وهكذا سجلت هذه الواقعة للإمام الشهيد الشيخ عبد الحميد حمادوش (رحمه الله تعالى) ، موقفا جريئا ومميزا ، يؤكد أولا علي استمرار الدور الرسالي له، ولعائلته، ومؤسستها العتيدة، في خدمة القرآن العظيم، وخدمة العلم ، وأهله، وطلابه، وخدمة المجتمع بتوفير حاجياته المادية والمعنوية، ويعطي أيضا المثل والأسوة الحسنة في البذل من أجل العلم الذي رفع الله تعالى من شأنه، فجعل من حامليه شهودا على وحدانيته، وعدله، حصونا للعقيدة، وأعمدة للحقيقة، وحفاظا للشريعة، فباهى بطلابه الملائكة الأبرار، والطاهرين من خلقه الأخيار، بالإضافة إلى ذلك فإنه يعطي المثل والقدوة في البذل والعطاء لرفع الحرج عن عابر السبيل والمستضعف والمحتاج، والمسكين، والملهوف والمضطر، بمد يد العون لهم ، وهذا من أهم واجبات الدين فحرمة المؤمن أعظم من حرمة الكعبة .

## العالم الإنسان ، والداعية المرشد:
كان الإمام الشهيد عبد الحميد حمادوش (رحمه الله تعالى)، رجلا حباه الله من الأخلاق الكريمة، والخصال الحميدة، والذكاء الحاد، والبصيرة النافذة، ما جعله مضرب المثل، من أبصره هابه، ومن عرفه أحبه ووقره.
إذا أقبل هلّ لمقدمه الحاضرون، وانشرحت لمنظره الصدور، ووقف لاستقباله الكبير والصغير، وإذا جلس عظم به المجلس، وحفته السكينة والوقار، وإذا تحدث أصغت إليه الآذان، وإذا سئل نقع غليل السائلين..، لم يُر أبدا شاكيا ولا متأففا، ولا ساخطا على الدنيا ومشاكلها ، يقول ما يفعل، منفتحا على الجميع.
كان شديد الورع، ذا تقى وصلاح، يحمل بين جوانحه قلبا فياضا بالعواطف الجياشة السليمة، والمشاعر الصادقة النبيلة، إذا رأى فقيرا لا تراه إلا ساعيا في مد يد العون له. واليتيم عنده أولى من ولده، وأقرب إليه من نفسه .

### العلاقات الإنسانية للإمام الشهيد
أما عن العلاقات الإنسانية للإمام الشهيد الشيخ الشريف عبد الحميد حمادوش (رحمه الله تعالى)، فقد كان نعم الرجل المضياف، السخي الكريم، سريع النجدة، معروف بالسعي في حوائج الناس، والإلتزام بخدمة الإخوان، ولا يألو في ذلك جهدا ولا يدخر وسعا....، وكان مجتهدا في إصلاح ذات البين، فكان يبذل من أجل ذلك الجهد والوقت والمال، فكان كلما سمع بخصام أو نزاع حصل بين طرفين، أو أطراف معينة في مكان ما، لا ينتظر حتى يأتيه طرف منهم يدعوه إلى الإصلاح بينهم ، بل كان يباغت الجميع، فيدعوهم إليه بالزاوية فيكرمهم، ويسمع من كل طرف شكواه، ثم يعظهم بكلمات بليغة مؤثرة، حتى يزيل من القلوب ما علق بها من ضغائن، وأحقاد، ووساوس، ثم يدعوهم إلى كظم الغيظ، والعفو والصفح، والمسامحة لبعضهم البعض، وإبراء الذمة .
وإذا تعلق الأمر بحقوق واجبة الأداء، أمرهم بأدائها، وساعدهم على ذلك ما استطاع... فكان لذلك الأثر البالغ في النفوس. فقلل هذا من النزاعات بين الناس ..، فصاروا يسعون إلى فك خصوماتهم بأنفسهم ، قبل أن يبلغ خبرها إلى الإمام الشهيد (رحمه الله تعالى)، فيحرجهم بمباغتته لهم.

### انفتاحه على الحياة
ومما يتميز به الإمام الشهيد (رضي الله تعالى عنه وقدس سره)، أيضا ، أنه كان منفتحا على الحياة بجميع مواقعها، وتنوع اختصاصاتها ، وتعدد أعمالها ووظائفها، وحرفها ومهنها، حيث كان يدرك تماما أن العالم الذي يتصدى للدعوة إلى دين الله العظيم، وتبليغ تعاليمه، ونشر ثوابته، وترويج ثقافته، ينبغي أن يكون ملما بعلاقة الدين بالحياة وبالناس، تلكم العلاقة المهمة والدقيقة جدا، والخطيرة على الدين، والحياة معا، إذا لم يكن الوعي حاضرا معها ، فكثيرا ما يهمل الداعي أو يسهو وينسى الشخص المراد توجيهه وإرشاده، أو دعوته وتبليغه، وربما لا يعرف شيئا عن أحواله، و أعماله و وظائه، و حرفه، أو حتى مقامه، فيفتنه من حيث يريد إرشاده وتوجيهه، و يضله من حيث يريد له الهداية ، أو يفسده من حيث يريد له الصلاح، وهكذا يتحول الداعي أو المبلغ بسبب جهله بعلاقة الدين بالحياة والناس، ودور الدين في إصلاح المجتمع، والتنمية ، ودوره في كل مواقع العمل للمرور بالفرد والمجتمع نحو الأفضل والأصلح والأنجع، إلى مضل مفسد مخرب دون إدراكه لذلك، من هنا كان وعي الإمام الشهيد (قدس الله سره)، بالمسألة.

### التزامه بتكاليفه اتجاه من حوله
فكان يتحرك في كل مواقع الحياة ، ومع الناس من مواقع المسؤولية ، والعمل، من منطلق اختلاف الأشخاص، وأحوالهم، وأعمالهم، فكان إذا أتى فلاحا حدثه عن محاولة تطوير فلاحته وتحسين الإنتاج، من خلال الاستفادة من تجارب الأمم وتطورهم في الفلاحة، وربما ختم حديثه معه بالحديث الشريف : 《إن الله يحب إذا عمل أحدكم عملا أن يتقنه》.
وقد روي عن واحد من المشتغلين في الميكانيكا في المنطقة، لشيخ الزاوية العلمية بقجال سابقا ، - أن الإمام الشهيد عبد الحميد حمادوش (رحمه الله تعالى)، كان يزوره في ورشته، فلا يحدثه في شيء خارج دائرة عمله وحرفته، بل كان يركز كلامه عن الميكانيكا، وعن دورها في الحياة الجديدة، وفي تطوير الفلاحة، والصناعة، وكيف أصبحت سببا في تطوير الكثير من الأمور المرتبطة بالصناعة وغيرها، في أوروبا وغيرها، وأن هذه النهضة وهذا التطور كان على يد ميكانيكيين، حيث كانت لهم ورشات مثلنا، وكيف أن هؤلاء الميكانيكيين يبذلون الجهود، ويدفعون الأموال ، وربما يبذل أحدهم كل ما يملك من أجل الوصول إلى اختراعه......، هكذا كان الشيخ الإمام (رحمه الله تعالى) يتحرك في أوساط العمال، وأصحاب الحرف، يرشد كل واحد في ميدانه، وكان يقول لهم : " تعلموا الحرف والصناعات ، وعلموها الناس .. ".

## اهتمامه بالآثار والتاريخ
```
︎ 
```

لم تكن اهتمامات الإمام الشهيد (رحمه الله تعالى)، محدودة، أو محصورة في مجال التعليم والتزكية، والفتوى والإرشاد والتربية فحسب، بل كانت له اهتمامات تاريخية، وفكرية وثقافية وسياسية، حيث كان الإمام الشهيد (رحمه الله تعالى)، يحدث الناس عن تاريخ منطقة قجال، وكان يوصي بالمحافظة على ما يعثر عليه المواطنون من آثار أثناء عمليات حفر الترع، أو أسس البيوت.

### مراسلات ومراجعات
وكانت له مراسلات مع بعض المؤرخين في الخارج، كما اجتهد في جمع العديد من الوثائق، ولكن مع الأسف الشديد فإن الكثير من المراسلات والوثائق والمخطوطات التي كان يحتفظ بها، فقدت ولم يعثر لها على أثر.
ربما هي عند من أودع عندهم كتبه قبل التحاقه بالثورة ؟ ، أم هي من ضمن الوثائق التي إستعارها المؤرخ الجزائري المهدي البوعبدلي (رحمه الله) من سيدي عبد الرحمن بن الطيب حمادوش د، بعد الإستقلال .

## إهتمامه بالسياسة والصحافة
أما عن اهتماماه بالسياسية، فكان يتجلى في متابعته للصحف، والمنشورات والمجلات العربية، من مثل البصائر، والأهرام المصرية، ومجلة لواء الإسلام، ومجلة الدعوى، أما الصحف الناطقة بالفرنسية فكان يقرأها له إبن أخيه الأستاذ النذير حمادوش، والذي كان يتقن اللغة الفرنسية جيدا.
أما بالنسبة للأخبار المسموعة، فكان يتابعها عبر المذياع، فكان يتابع صوت الجزائر، وصوت العرب، وكان الإمام الأستاذ (رحمه الله تعالى)، يبدي إعجابه الشديد بالأناشيد التي تمجد الثورة الجزائرية.
كان اهتمام الإمام الشيخ الشهيد (رحمه الله تعالى)، بالأخبار وسيلة لنشر الوعي الوطني، في أوساط الشباب الجزائري، ومتابعة تطورات الثورة المجيدة، في الداخل والخارج، كان الإمام يتابع الأخبار ، والبرامج السياسية ، والفكرية الثقافية، ويحاول أن يشرح للحاضرين معه ويتناقش معهم، وذاك حتى يؤدي دوره الإعلامي والتثقيفي، وتوعوي في أوساط المواطنين.

## انخراطه في الثورة
ظل الإمام الشهيد عبد الحميد حمادوش (رحمه الله تعالى) يؤكد على قناعته في وجوب الوقوف في وجه المستعمر البغيض ، وحتمية إلتزام خط ونهج المقاومة والممانعة ، إلى أن قامت الثورة التحريرية المجيدة المظفرة، وقد كان الإمام الشهيد (رحمه الله تعالى)، من السباقين في الانضمام إلى ثورة الفاتح من نوفمبر 1954 م، المجيدة، وقد أظهر خلال بدايتها نشاطا مكثفا في التوعية بها ، والتعريف بأهدافها..، كما شرع حينها في جمع الأسلحة من المواطنين، وكذا جمع التبرعات لفائدة الثورة التحريرية المجيدة، ساعده حينها في ذلك الشهيد سي حمود مني (رحمه الله تعالى)، وكان الإمام الشهيد كتوما للسر إلى أبعد الحدود، وكان يقول : " إن الثورة تنجح بالكتمان، لا بإفشاء الأسرار…"، وقد كان (رحمه الله تعالى)، مؤمنا موقفا بقضيته، لم يخامره أدنى شك في نجاح الثورة، ولا يتردد في عمله الثوري أبدا، مهما كلفه ذلك من تضحيات.
وكان (رحمه الله تعالى) يقول : " إن الثورة ستنتصر بإذن الله، وإن الجزائر ستستقل لا محالة، ولا أدري أتطول بي الحياة، وأعيش حتى أرى الاستقلال، أم سأفوز بالشهادة ولا أرى الاستقلال …"

### علاقاته بقيادات الثورة
كانت لإمام (رحمه الله تعالى) علاقات ، واتصالات مع قيادات كبيرة في الثورة التحريرية المجيدة المظفرة ، في بدايتها ، وكانت تصله مراسلات من القائد العموري، ويوسوف يعلاوي، وغيرهم.

## صلاته الأخيرة بالناس في قجال
في سنة 1956، توسعت الثورة المظفرة المجيدة، وبدأ يظهر عملها في ولاية سطيف وضواحيها، وأحس الاستعمار البغيض بذلك، فبدأت محاولاته في تعقب تحركات المواطنين، واستفزازهم، وتخويفهم.
وكانت أولى تحرشاته بأهل قجال ، في عيد الفطر لسنة 1374 هجرية، الموافق لشهر ماي 1956 ميلادية، حيث كانت آخر صلاة صلاها الإمام الشهيد (رحمه الله تعالى) بالناس، بساحة الصلاة الملاصقة لمقبرة سيدي مسعود ، وفي الوقت الذي كان المصلون ملتفين حول الإمام الشهيد عبد الحميد حمادوش (قدس سره)، لسماع خطبة العيد، فإذا بالعدو يطوقهم بثلاث دبابات، ومجنزرة، وطائرة استكشافية تحلق فوق رؤوسهم، تنبه الإمام الشهيد لذلك ، فقال : أيها الناس، لا تتفرقوا ... حتى لا يؤذينا العدو، بل عودوا إلى المسجد. فعاد الناس جميعا إلى الجامع.
بعهدها خرجوا عائدين إلى بيوتهم، فانتهى الأمر بسلام، بعد ذاك توقفت الدراسة بالزاوية العلمية، وغادرها طلبة العلم، فمنهم من التحق بالثورة التحريرية المظفرة ، ومنهم من هاجر خارج الوطن.
إلتحق أيضا الشيخ القريشي مدني (رحمه الله تعالى) بالثورة، أما صغار الطلبة ، فتولى تعليمهم الشيخ إسماعيل زروق (حفظه الله تعالى)، أما عن الشهيد عبد الحميد حمادوش (رحمه الله تعالى)، فقد واصل عمله السري في الثورة المجيدة، ولم يكن يطلع أحدا على اتصالاته، إلا الشيخ إسماعيل زروق (حفظه الله)، والأستاذ الشيخ عبد الرحمن مليزي المدعو الحاج علي, والذين كانا واسطته مع بعض المجاهدين، من أمثال الشيخ قدور كسكاس، والشهيد أحمد الضحوي (رحمهما الله)، وغيرهما .

## لا خروج من أرض الجهاد
```
︎استمر الإمام الشهيد عبد الحميد حمادوش (رحمه الله تعالى)، في عمله السري في الثورة التحريرية المجيدة ، من نظال ودعم مادي ومعنوي، ومراسلة لقياديي الثورة إلى غاية سنة 1958 ميلادي، حيث كثف الاستعمار مخابراته، فاستعان بآذانه وجواسيسه وأعوانه وعملائه، للكشف عن الثورة وعن المجاهدين، وقد ارتابوا في أمر الإمام الشهيد، أو تأكدوا من دروه في الثورة المجيدة، إلا أنهم لم يجدوا ما يبرر لهم القبض عليه، أو قتله، فحاصروه ، وشددوا حول محيطه الحراسة، وزرعوا الجواسيس، فكان عساكر المحتل البغيض يأتونه أحيانا، ويستدعونه أحيانا أخرى، و كانوا يستوجبونه، ويهددونه، حتى وصل بهم الحد فطلبوا منه أن يتعاون مع الإدارة الاستعمارية البغيضة، فرفض ذلك ممانعا مقاوما، فألزموه بالحضور اليومي إلى مركز الدرك للتوقيع.
```

وهنا يسجل الإمام الشهيد موقفا آخر من مواقف الإيمان والاحتساب لله تعالى؛ في يوم من تلك الأيام العصيبة ، وفي طريق رجوعه إل قجال، عرج على بيت أخيه الشيخ عبد العزيز (رحمه الله تعالى)، ببلدة رأس الماء، فاقترح عليه أحد أقاربه أن يسافر إلى تونس ، وذلك حرصا منه على نفسه وحياته بما تمثله من مستقبل المرجعية الدينية للمنطقة، والتعليم بالزاوية العلمية. فكان رد الإمام الشهيد (قدس الله سره) : " أتريدني يا سيدي أن أولي الأدبار، وأفر من أرض الجهاد، فأبوء بغضب الله تعالى "!

## إلتحاقه بالجبل
◼ اشتد الأمر عليه، فتأكد أن قوة العدو ستظل وراءه، حتى تنال منه ما تريد، أو تقضي عليه، فقرر أن يلتحق بالجبل ، هنا تغير دوره الثوري من العمل الإجتماعي والسياسي، والتوجيهي والإرشادي، ومن التعبئة ، ومن الدعم المادي والمعنوي للثورة المظفرة ...إلى دور القضاء في صفوف جيش وجبهة التحرير الوطني ، و الكفاح المسلح ...
في إحدى تلك الأيام العصيبة، عاد إلى بيته بقجال، وكان قد ترك المبيت فيه منذ مدة، فلا يأتيه إلا نهارا.
يقول الشيخ إسماعيل زروق (حفظه الله) : " في ذلك اليوم طلب مني الإمام، أن أشتري له شفرات حلاقة من دكان الطيب بوقزولة ، والذي كان الدكان الوحيد بقجال يومئذ، وما كدت أعود إليه بشفرات الحلاقة، حتى وجدت آليات العدو قد أحاطت بـ قجال ، والطريق المؤدي إلى مدينة سطيف ، وقد أخرجوا كل أفراد العائلة، وسألوا عن سيدي عبد الحميد حمادوش (رحمه الله تعالى)، وكنا قد علمنا بمغادرته البيت قاصدا بلدة "بير الابيض" .
يقول : استوجبونا حينها، فقلنا لهم : لقد توجه إلى سطيف، فتركوا القرية وتوجهوا نحو مدينة سطيف، أما سيدي عبد الحميد، فقد اختفى عند الشيخ موسى حلتيم.
ولما غادر كل عساكر العدو المنطقة، أسرع إليه الطيب بوقزولة بسيارته، وتوجه به نحو أم الحلي.
وكان آخر ما قاله في صباح ذلك اليوم لابنه الشيخ الأستاذ محمد الهادي (حفظه الله تعالى)، ذي الأربع سنوات حينها، والذي تعلق بساقه وكأنه يودعه الوداع الأخير، فقال له : " أبوك الذي تلاحقه فرنسا، لم يعد له بقاء معكم". " أبوك الآن هو سيدي محمد "
ومنذ ذلك اليوم لم يرى الإمام في المنطقة حتى بلغهم خبر استشهاده.

## يومياته بين الشعاب، والجبال، والكازمات:
فيما يلي مجموعة أحداث ووقائع وأخبار عن الإمام الشهيد عبد الحميد حمادوش (رحمه الله تعالى)، سجلها مؤلف كتاب سيرة الإمام الشهيد، وذلك عبر ذاكرة بعض المجاهدين أثناء مرافقة الإمام الشهيد ، أو الالتقاء به بعد التحاقه بالجبل. سجلها المؤلف من أفواههم، وهي منسوبة إلى أصحابها.
▪ 1- بعد مغادرة بيته بقجال، انطلق صوب أم الحلي، وفي مشتة الشطاطحه، التقى بالمجاهد قويدر درغال، فقال له : " ياسي قويدر عهد التخفي انتهى " ، يقول المجاهد قويدر، ثم طلب مني أن اشتري له كراسات ، وأقلاما، ومحفظة. وفي نفس اليوم قام بزيارة إلى الشيخ عراس فني (رحمه الله تعالى)، المعروف بمحبته للشيخ عبد الحميد حمادوش، وإخوانه، والزاوية العلمية، وولعه الشديد بالقرآن وأهله، وطلبة العلم، وحرصه على خدمة بيوت العلم، بكل ما يملك.
▪ 2- بعد إلتحاقه بالجبل، عين الإمام الشهيد في بداية سنة 1958 ميلادي، قاضيا لمنطقة سطيف، وفي حفل تنصيبه حضرت وفود من القيادات العليا للثورة، وبعد إلقاء الكلمات المعهودة في مثل هذه المناسبات، جاءت كلمة الإمام الشهيد الشيخ عبد الحميد حمادوش (رحمه الله تعالى)، معبرة عن وعي كبير بالمرحلة الدقيقة التي تمر بها الثورة، وتصور واضح لما يجب أن تكون عليه القيادات، من الالتزام والأداء، لتستمر الثورة ، في خطها التصاعدي نحو تحقيق الاستقلال الوطني، وقد أثرت تلك الكلمة في الحضور، حتى تناقلتها الأسماع، وتحدثت بها الألسن، من منطقة إلى أخرى.
وأكد الشيخ القريشي مدني، للشيخ الأستاذ عبد السلام حمادوش، المدعو الزبير حمادوش ؛ هذه الواقعة وأضاف أنه كان من بين الحاضرين من علق بعد سماعه كلمة الإمام الأستاذ الشهيد (رحمه الله تعالى)، قائلا : "كيف تتركون هذا الرجل في مثل هذه المناطق الخطرة ؟، إن الثورة ستخسر كل شيء، إذا لم تحافظ على رجالها العظام " يقال أن من قال فيه هذا الكلام، هي ممرضة منتسبة إلى جيش التحرير الوطني .
▪ 3- قال السيد عبد العزيز لنقر : إن الإمام الشيخ عبد الحميد حمادوش ظل لمدة وإلى يوم استشهاده، يتردد على بيتهم بعد انتهاء أعماله الجهادية في الجبال، ومناطق الثورة المختلفة، ومن المعروف أن هذا البيت ، هو بيت الشيخ عبد الله لنقر، بيت القرآن والعلم والصلاح، وبيت الشهيد سي التونسي (رحمه الله تعالى)، ومن المؤكد أن الإمام الشهيد (رحمه الله)، ما اختار الإقامة في هذا البيت، إلا لما وجد فيه من العفاف، والطهر، والاحترام، والتقدير.
ومن المناسب في هذا المقام، أن نسجل ما حفظه عنه تلميذه المخلص الشيخ عبد القادر فني ..؛ حيث كان كلما زار مكانا، أو أقام فيه ، وشعر فيه بالراحة والهناء، والتقدير يقول : " إن المكان الذي يعيش فيه المرء عزيز الجانب، موفور الكرامة، تستطيبه النفس ويهنأ به البال "
▪ 4- رغم كل ما كانت تفرضه يوميات الثورة ، من أعباء، ومسؤوليات جهادية، وما كانت تستدعيه ترصدات العدو بالثورة ، ورجالها، من احتياطات أمنية، وتنقلات تكتيكية، فإن الشيخ الإمام عبد الحميد حمادوش (رحمه الله تعالى)، كان يتحين كل فرصة ممكنة، لتقديم درس ،أو موعظة، أو توجيه في موضوع مناسب للأحوال التي يعيشها الثوار في الجبال، والشعاب، والكهوف، والمخابئ ، وذلك من أجل ربط القلوب بالله تعالى. ودفعها إلى تحمل المشاق والصعاب، ومدافعة الخوف والقلق، ونوازع النفس، إلى الدعة والراحة واشتياق القلب إلى الأهل والولد.
◼ كانت أغلب دروسه ومواعظه حول الإيمان والصبر ، والاحتساب لله تعالى، والقضاء والقدر، وكانت أمثلته من جهاد الرسول (صلي الله عليه وآله وسلم)، وجهاد آل بيته (رضوان الله عليهم) ، وجهاد الصحابة (رضي الله عنهم)، وجهاد رجال المقاومة الوطنية (رحمهم الله تعالى).
◼ كان كلما جلس في مكان، واجتمع حوله اثنان أو ثلاثة، لم يترك لهم فرصة للغو، والكلام الذي لا يرجى منه نفع، فيبادرهم بدرس، أو سرد واقعة فيها عبرة، أو شرح آية أو حديث شريف..... إلخ

## تمثيله للعائلة والمنطقة في الثورة
مثل سيدنا الشيخ الإمام الشهيد عبد الحميد بن الطيب بن الصديق حمادوش عائلته في ثورة الفاتح من نوفمبر 1954م المجيدة المظفرة ، خير تمثيل ..؛ نعم مثّلها في الثورة التحريرية المظفرة، وبشكل رسمي وكان من أهم وأبرز رجالاتها في ولاية سطيف والإقليم الشمال الشرقي الجزائري...؛ كما أسهم إخوانه في الثورة بشكل سري داعمين لها في الجانب المادي، وجوانب أخرى ...؛ ولقد جمع سيدي عبد الحميد حمادوش ، بين العلم والجهاد، والتربية والتعليم والنضال، فكان مجاهدًا بقلمه ولسانه وسلاحه، متفانيًا في سبيل الله والوطن.

## القاضي الشّرعي لجيش التحرير
تقلّد الإمام الشهيد عبد الحميد حمادوش منصب القضاء والإفتاء في المجلس الثوري على منطقة سطيف،وكان ذلك بعد حفل تنصيب حضرت وفود من القيادات العليا للثورة، حيانها ألقى الإمام كلمة تنبئ عن وعيه كبير بالمرحلة الدقيقة التي كانت تمر بها الثورة المجيدة، وتصور واضح لما يجب أن تكون عليه القيادات، من الالتزام والأداء، لتستمر الثورة ، في خطها التصاعدي نحو تحقيق الاستقلال الوطني، وقد أثرت تلك الكلمة في الحضور، حتى تناقلتها الأسماع، وتحدثت بها الألسن، من منطقة إلى أخرى.

## الزعيم السياسي
```
ولقد كان من أبرز زعماء جبهة التحرير الوطني السياسيين، لما كان يتميز به من وعي فكري، ومعرفي، وسياسي..، وقد عُرف بخطابته المؤثرة، وحنكته السياسية، وقدرته الكبيرة على التعبئة ...؛ فكان له تأثير بالغ في محيطه...؛ وبفضل سعيه وجهوده، استطاع أن يستقطب صفوفًا واسعة من شباب المنطقة، وضواحيها ..؛خصوصًا  طلبة الزاوية، الذين التحقوا بالثورة التحريرية المجيدة، بفضل تأثيره، حاملين معهم روح العقيدة والالتزام..
```

## القيادي الميداني
كان الإمام الشهيد من القيادات الميدانية والفاعلة في جيش التحرير..، فعرف بآداء المهامه في الجبهة على أكمل وجه..؛ ولقد اضطلع بمهامه الثورية في الجبهة المسلحة في رواسي جبال وطننا المفدى بكل صدقٍ وإخلاص، إذ كان ينسّق بين قيادات الداخل، ويوصل التعليمات، وينقل الفتاوى الدينية التي تشرّع الكفاح المسلح وتشدّ أزر المجاهدين، ويجمع السلاح والمساعدات ويوجهها إلى رفاقه من المجاهدين، وكان لا يفتأ يحثّ إخوانه على الثبات في الميدان، ويذكّرهم بوجوب مواجهة العدو بصدورهم حتى الشهادة، مستدلًا بقول الله تعالى: {{ يَا أَيُّهَا الَّذِينَ آمَنُوا إِذَا لَقِيتُمُ الَّذِينَ كَفَرُوا زَحْفًا فَلَا تُوَلُّوهُمُ الْأَدْبَارَ (15) وَمَن يُوَلِّهِمْ يَوْمَئِذٍ دُبُرَهُ إِلَّا مُتَحَرِّفًا لِّقِتَالٍ أَوْ مُتَحَيِّزًا إِلَىٰ فِئَةٍ فَقَدْ بَاءَ بِغَضَبٍ مِّنَ اللَّهِ وَمَأْوَاهُ جَهَنَّمُ ۖ وَبِئْسَ الْمَصِيرُ (16)}} [{ الأنفال}].
كان رحمه الله يزاوج بين تكليفه جهادي في الكفاح المسلح، وواجبه في التعبئة والتوعية الجهادية و السياسية...

## أبرز طلابه وأحبهم على قلبه
أبرز طلابه وأحبهم على قلبه : ابني أختيه الشيخ الأستاذ علي مليزي ( عبد الرحمن )، والشيخ الأستاذ اسماعيل زروق ( إبراهيم ).

## أحب أبناء العائلة على قلبه
أحب أبناء العائلة على قلبه : الشيخ الإمام الزبير حمادوش ( عبد السلام ) ، والشيخ الأستاذ محمد الفاضل حمادوش ( فوضيل ), والذي حمل هذا الإسم بطلب منه ونزولا عند رغبته ( رحمه الله تعالى ورضي عنه )، نسبة إلى أستاذه في جامعة الزيتونة، محمد الفاضل بن محمد الطاهر بن عاشور

## وفاته

### شهادته:
في اليوم التاسع من شهر جوان (يونيو حزيران)، من سنة 1959 ميلادية، الموافق ل 19 الجوزاء 1337 هجرية شمسية، الموافق ل 3 ذو الحجة 1378 هجرية قمرية ..

### وقائع مقتله
جاءت معلومات عن تحركات قوات للعدو الفرنسي، مؤلفة من دبابات ومجنزرات ، تصحبها طائرات نحو المنطقة القربية من جبل قطيان...؛ حينها كان الإمام رفقة تسعة من الجنود المسلحين، اقترب منهم العدو، وأخذ يطاردهم، وهم يردون عليه، حتى قضى على أكثرهم، وظل الإمام الشهيد يواجه العدو مقبلا غير مدبر، حتى استشهد في سبيل الله والوطن، ففاضت روحه الطاهرة إلى ربها راضية مرضية.

### عروجه إلى جوار أجداده
لقد وفقه الله إلى الشهادة، وفاز ورب الكعبة الفوز العظيم، كما كان يطلبها دائما ويتمناها، وكان يؤكد لرفقائه ويحثهم على أن لا يولوا العدو أدبارهم أبدا، ويصر عليهم أن يواجهوا العدو بصدورهم حتى الشهادة. مصداقا لقوله تعالى : 《يَا أَيُّهَا الَّذِينَ آمَنُوا إِذَا لَقِيتُمُ الَّذِينَ كَفَرُوا زَحْفًا فَلَا تُوَلُّوهُمُ الْأَدْبَارَ (15) وَمَن يُوَلِّهِمْ يَوْمَئِذٍ دُبُرَهُ إِلَّا مُتَحَرِّفًا لِّقِتَالٍ أَوْ مُتَحَيِّزًا إِلَىٰ فِئَةٍ فَقَدْ بَاءَ بِغَضَبٍ مِّنَ اللَّهِ وَمَأْوَاهُ جَهَنَّمُ ۖ وَبِئْسَ الْمَصِيرُ (16)》|{ الأنفال }

### كرامة شهادته
عند استشهاده، سمعت زوجته ( رحمهما الله تعالى )؛ دقات على الباب، فتحت الباب فوضع في يدها حفنة من التراب ملطخة بالدماء، سألت سيدي محمد الصديق أخ الشهيد ( رحمهما الله تعالى )..؛ فقال لها استشهد عبد الحميد....

## منزلته ورمزانيته
كان الإمام الشهيد عبد الحميد حمادوش من الشهداء العلماء، الذين سطّروا بدمائهم الطاهرة ملحمة من الإخلاص والصدق والتضحية. جمع بين مقام المشيخة والإمامة والقضاء والفتيا، والأبوة الإجتماعية و الروحية، ومنزلة الزعامة السياسية، والقيادة الثورية، فتمثل مكانة العالم الرباني الرسالي...؛ فاستحقّ أن يُخلَّد في ذاكرة الأمة.
- ا

## مدفنه
دفن حيث استشهد، رفقة الجنود الذين كانوا معه، ولم ينج منهم إلا المجاهد عصار عمار.

## موقف الإستعمار بعد إستشهاده
وما إن بلغ خبر استشهاد الشيخ الإمام عبد الحميد حمادوش (قدس الله روحه) ، قيادة القوات المحتل الفرنسية البغيضة، بمركز "برقنوس " برأس الماء، حتى سارعت إلى نشره في المنطقة كلها، للتعبير عن انتقامها من المجاهدين، وإظهار التشفي والشماتة، وبث الرعب والخوف في الأوساط الشعبية.
كان ذلك فعلها كلما تمكنت من أسر أو قتل أو إعدام مجاهد ؛ وقد ذكر واحد من شيوخ زاوية قجال : أنه في مساء ذلك اليوم، فاجأ فيه قائد قوات العدو الغاشم، الشيخ سيدي محمد الصديق حمادوش ( رحمه الله تعالى)، حيث قدم بسيارة جيبت " وبسياقة جنونية دار عدة دورات حول البيت، والزاوية، مثيرا فينا الرعب والفزع، ثم توقف أمام الشيخ محمد الصديق حمادوش (رضي الله عنه). و في يده صورة للشهيد ملطخة بالدماء. وكان منظرها مرعبا للغاية ! وبعنجهية وغطرسة، رمى الصورة أمام الشيخ قائلا : ( هذا مصير كل الفلاقة، لن يفلت منا أحد، سنأتي بهم أين ما كانوا )،ثم انصرف.